# Yainville
Yainville település Franciaországban, Seine-Maritime megyében. Lakosainak száma 1033 fő (2022. január 1.). Yainville Duclair, Heurteauville, Jumièges és Le Trait községekkel határos.

## Népesség
A település népessége az elmúlt években az alábbi módon változott:
| Lakosok száma | 1082 | 1064 | 1071 | 1050 | 1046 | 1041 | 1037 | 1037 | 1033 |
|               | 2013 | 2015 | 2016 | 2017 | 2018 | 2019 | 2020 | 2021 | 2022 |